# Kenny Warren
Kenny Warren (* 1984 in Denver) ist ein US-amerikanischer Jazzmusiker (Trompete, Komposition).

## Leben und Wirken
Warren wuchs in Denver auf, wo er in jungen Jahren von den lokalen Trompetengrößen Ron Miles, Al Hood und Greg Gisbert inspiriert wurde. 2002 zog er nach New York, um Jazz an der SUNY Purchase zu studieren, wo er Musiker wie Bobby Avey und JP Schlegelmilch kennenlernte. Nach seinem Abschluss 2006 zog er nach Brooklyn und bald aktives Mitglied der Jazz- und Improvisationsszene. Seitdem arbeitete er mit Musikern wie Tony Malaby, Chris Speed, Angelica Sanchez und Brad Shepik. 2003 entstanden erste Aufnahmen mit Colin Stranahan (Dreams Untold); 2008 trat er der Blaskapelle Slavic Soul Party bei, was zur Erweiterung von Warrens melodischem Konzept um Roma-Musik und das arabische Maqam-Idiom führte.
Warrens Kompositionen waren erstmals auf Alben des Instrumental-Rock-Kollektivs NOOK zu hören. 2010 gründete Warren die Formation Laila and Smitty, benannt nach seiner Großtante und seinem Onkel. Mit dieser Band spielte er Jazz, basierend auf Country-Blues-Standards und Folk. Mit Laila and Smitty legte er drei Alben vor. Weiterhin arbeitete Warren mit dem Kollektiv ZhirtZ n ZkinZ, Oren Neiman, Adam Hopkins, Maria Neckam, Ben Stapp, Sandra Weiss und der Anna Webber/Angela Morris Big Band (Both Are True). 2017 legte er sein Debütalbum Thank You for Coming to Life bei Whirlwind Recordings vor. Im Bereich des Jazz war er laut Tom Lord zwischen 2003 und 2019 an 13 Aufnahmesessions beteiligt.

## Diskographische Hinweise
- Thank You for Coming to Life (Whirlwind, 2017), mit JP Schlegelmilch, Noah Garabedian, Satoshi Takeishi[2]
- In the Heat (Whirlwind, 2020), mit Matthias Pichler, Nathan Ellman-Bell
- Roll Me Down the Mountaintops (2021), mit Patrick Breiner